# کریگ کالندر
کریگ کالندر (به انگلیسی: Craig Callender)؛ (متولد 1968) استاد فلسفه در دانشگاه کالیفرنیا، سن‌دیگو است. زمینه‌های اصلی تحقیقات او فلسفه علم، فلسفه فیزیک و متافیزیک است.

## تحصیلات و شغل
کالندر در سال ۱۹۹۷ دکترای خود را از دانشگاه راتگرز با پایان‌امه‌ای تحت عنوان پیکان زمان زیر نظر رابرت وینگارد دریافت کرد. او از سال ۱۹۹۶ تا ۲۰۰۰ در گروه فلسفه، منطق و روش علمی در مدرسه اقتصاد لندن کار کرد. در حال حاضر، او استاد فلسفه در دانشگاه کالیفرنیا، سن‌دیگو است، او همچنین مدیر مشترک مؤسسه اخلاق عملی این دانشگاه است. کالندر در کمیته آزادی و مسئولیت علم شورای علمی بین‌المللی خدمت می‌کند.
کالندر مقالاتی برای ساینتیفیک آمریکن در مورد فلسفه فضا و زمان نوشته‌است و در جشنواره جهانی علم 2013 با تیم مادلین و مکس تگمارک در همین موضوع شرکت کرده‌است.

## آثار برگزیده

### کتاب‌ها
- کالندر، کریگ (۲۰۱۷). چه چیزی زمان را خاص می‌کند؟ انتشارات دانشگاه آکسفورد، آکسفورد، ISBN 978-0-19-879730-2.
- کالندر, کریگ, ed. (2011). کتاب راهنمای فلسفه زمان آکسفورد. کتاب‌های راهنمای آکسفورد در فلسفه. انتشارات دانشگاه آکسفورد. ISBN 978-0-19-929820-4.
- کریگ کالندر (ویرایش‌گر): زمان، واقعیت و تجربه، انتشارات دانشگاه کمبریج، اوت ۲۰۰۲، شابک ‎۹۷۸-۰-۵۲۱-۵۲۹۶۷-۹.
- کریگ کالندر، نیک هاگت (ویرایش‌گران): فیزیک با فلسفه در مقیاس پلانک ملاقات می‌کند: نظریه‌های معاصر در گرانش کوانتومی، انتشارات دانشگاه کمبریج، ۲۰۰۱، شابک ‎۰−۵۲۱−۶۶۲۸۰-X، شابک ‎۰-۵۲۱-۶۶۴۴۵-۴.
- کریگ کالندر، رالف ادنی: معرفی زمان، کتاب‌های توتم، ۱۹۹۷، شابک ‎۹۷۸-۱-۸۴۰۴۶-۲۶۳-۰.

### مقالات
- کالندر, کریگ (June 2010). "آیا زمان یک توهم است؟". ساینتیفیک آمریکن. 302 (6): 40–47. Bibcode:2010SciAm.302f..58C. doi:10.1038/scientificamerican0610-58. PMID 20521481.
- کریگ کالندر، رابرت وینگارد: تغییر توپولوژی و وحدت فضا، مطالعات تاریخ و فلسفه فیزیک مدرن، جلد ۱۳، ص ۱۳۸. ۳۱، شماره ۲، صص ۲۲۷–۲۴۶، ۲۰۰۰، full text.
- کریگ کالندر، رابرت وینگارد: غیربومی در چاه بی‌نهایت، در حال گسترش، مبانی نامه‌های فیزیک، جلد. ۱۱، نه ۵، صص. ۴۹۵–۴۹۸، ۱۹۹۸، full text.
- رابرت وینگارد، کریگ کالندر: مشکل در بهشت: مسائلی برای نظریه بوم، مونیست، مکانیک کوانتومی و دنیای واقعی، جلد. ۸۰، شماره ۱ ژانویه ۱۹۹۷، چکیده (به زبان فرانسوی).
- کریگ کالندر، رابرت وینگارد: زمان، نظریه بوهم، و کیهان‌شناسی کوانتومی، فلسفه علم، جلد. ۶۳، سپتامبر ۱۹۹۶، صص. 470-474, چکیده.
- کریگ کالندر، رابرت وینگارد: کیهان‌شناسی بوهمی و لکه‌گیری کوانتومی تکینگی اولیه (مرتبط‌شده توسط پیتر آر. هالند)، حروف فیزیک A، جلد ۲۰۸، شماره‌های ۱–۲، ۲۰ نوامبر ۱۹۹۵، ص. ۵۹–۶۱، چکیده.
- کریگ کالندر، رابرت وینگارد: مدل بوهمی کیهان‌شناسی کوانتومی، انجمن فلسفه علم، PSA 1994، جلد. ۲۱۸–۲۲۷، چکیده.